# Tommy Coyne
Thomas „Tommy“ Coyne (* 14. November 1962 in Glasgow) ist ein in Schottland geborener, ehemaliger irischer Fußballspieler und -trainer. Als Stürmer war er vor allem bekannt für seine Zeit bei den schottischen Klubs FC Dundee, Celtic Glasgow und FC Motherwell. Größter Erfolg war für ihn die Auszeichnung zum Torschützenkönig in der Saison 1987/88. Er war dazu Teil des irischen Kaders der WM-Endrunde 1994 in den Vereinigten Staaten. Für die irische Nationalmannschaft absolvierte er zwischen 1992 und 1997 insgesamt 22 A-Länderspiele.

## Sportlicher Werdegang

### Über den FC Clydebank nach Dundee
Coyne wuchs in Glasgow auf und besuchte die katholische St. Saviour’s School, die unweit des Stadions der Glasgow Rangers lag. Das ungeschriebene Gesetz, nach dem die Rangers ausschließlich protestantische Spieler in ihren Reihe duldeten, ließen eventuelle Planspiele, dort anzuheuern ins Leere laufen. So zeigte sich zunächst Dundee United unter dem damaligen Erfolgstrainer Jim McLean an dem talentierten 14-Jährigen interessiert, aber Coyne lehnte ab und wartete stattdessen auf eine Offerte von Celtic Glasgow. Als die Zeit gekommen war und Celtics Assistent Sean Fallon ihn zu Trainingseinheiten mitnahm, wurde die Hoffnung jedoch enttäuscht und Celtic lehnte Coyne ab. Stattdessen zog es ihn im August 1981 zum Zweitligisten FC Clydebank, wo er als junger Stürmer seine ersten Erfahrungen im Profibereich an der Seite von Bobby Williamson machte – beide gingen dazu bei derselben Baufirma einem Beruf jenseits des Fußballs nach. Coyne machte vor allem in der zweiten Saison 1982/83 mit 19 Toren aus 38 Ligaspielen auf sich aufmerksam, wobei der Aufstieg in die höchste schottische Spielklasse nur knapp verpasst wurde.
Das Interesse von Dundee United hatte zwischenzeitlich nicht abgenommen. Dazu hatte der Klub nach dem Gewinn der schottischen Meisterschaft 1983 und der Aussicht in der anstehenden Spielzeit 1983/84 am Europapokal der Landesmeister teilzunehmen, genügend Argumente, so dass Coyne im Oktober 1983 nach Dundee wechselte. Dundee erreichte das Halbfinale im Europapokal und beim Hinspiel gegen die AS Rom (2:0) wurde Coyne eingewechselt – Dundee schied danach aufgrund einer 0:3-Niederlage im Rückspiel trotzdem aus. Der erhoffte Durchbruch in der Mannschaft von McLean blieb ihm in der Folgezeit verwehrt, da er sich gegen interne Konkurrenten wie Paul Sturrock oder Davie Dodds nicht durchsetzen konnte. So wechselte er nach mehr als drei Jahren und gerade einmal neun Erstligatoren im Dezember 1986 zum Lokalrivalen FC Dundee. Bereits im selben Monat debütierte er beim 6:3-Sieg gegen den FC St. Mirren, konnte sich jedoch nicht in die Torschützenliste eintragen und da er sich zunächst weiter schwer tat, drohte ihm dasselbe Schicksal wie bei Dundee United zu ereilen. Plötzlich jedoch steigerte er sich jedoch in der zweiten Saison 1987/88 zu derartigen Spitzenleistungen auf, dass er am Ende mit 33 Erstligatoren nicht nur Torschützenkönig der gesamten Liga, sondern auch noch im Rennen um den Goldenen Schuh war – er belegte letztlich den vierten Platz; Gewinner wurde Tanju Çolak mit 39 Treffern. Grund für die Leistungsexplosion war sein gutes Verständnis mit Sturmpartner Keith Wright. Mit seinem 3:2-Siegtreffer im Oktober 1988 für Dundee im Celtic Park sammelte er ein letztes Argument dafür, dass sich Celtic nun doch für ihn interessierte und bereits im März 1989 wechselte Coyne für eine Ablösesumme von 500.000 Pfund nach Glasgow.

### Celtic Glasgow
Coyne sollte bei Celtic in erster Linie Ersatz für den zu West Ham United abgewanderten Frank McAvennie sein und da sich dieser bei der Anhängerschaft großer Beliebtheit erfreut hatte, dauerte es eine gewisse Zeit, bis sich Coyne akklimatisierte. Er debütierte zunächst beim 1:0-Sieg auswärts bei Heart of Midlothian, als ihn Trainer Billy McNeill auf der linken Seite im Mittelfeld platzierte. Torerfolge waren ihm erst gegen Saisonende vergönnt und auf dem Weg zum Gewinn des schottischen Pokals konnte er nichts beitragen, da er bereits für Dundee im laufenden Wettbewerb gespielt hatte und somit für Celtic gesperrt war. Zum Auftakt der Saison 1989/90 gelang ihm erneut bei den „Hearts“ ein Hattrick zum 3:1-Sieg, der aber kein Vorbote für eine gute Spielzeit sein sollte, da Celtic auf einem völlig enttäuschenden fünf Rang abschloss. Sinnbildlich für die schwächste Celtic-Saison für über ein Jahrzehnt war Coyne, der im Duell gegen die Rangers beim Stand von 0:0 das leere Tor nicht und wenige Minuten später Mo Johnston auf der Gegenseite zur Entscheidung traf. Nach diesem Ereignis verselbständigten sich die Darbietungen auf schwachem Niveau, obwohl Coyne zumindest als Trostpflaster den 1:0-Siegtreffer am 25. Februar 1990 gegen die Rangers im Pokal besorgte.
Im Sommer 1990 wurde Coyne die Freigabe für einen Vereinswechsel erteilt und er hielt sich in den ersten Monaten der Saison 1990/91 in der Reservemannschaft fit. Verletzungssorgen im Kader hatten dann im November 1990 jedoch sein Comeback zur Folge und er steuerte beide Treffer zum 2:1-Sieg gegen den FC Motherwell bei. Nun war auch der Bann bei Celtic gebrochen und Coyne entwickelte sich zum Toptorschützen in der Mannschaft. Die 18 Saisontreffer waren dabei ein wesentlicher Faktor dafür, dass sich Celtic noch für den UEFA-Pokal 1991/92 qualifizierte. Damit eroberte er sich die Sympathien der Celtic-Anhänger, die ihn etwas ironisch mit Verweis auf Gerd Müller mit der Bezeichnung „der Bomber“ belegten. In der Saison 1991/92 kämpfte Coyne mit Gerry Creaney und Charlie Nicholas um einen Platz im Sturm. Alle konnten in etwa auf eine identische Torausbeute verweisen, als aber Celtics neuer Trainer Liam Brady noch Andy Payton und Stuart Slater verpflichtete, verlor Coyne nach einer Verletzung seinen Platz in der Mannschaft. Er wurde im Januar 1993 wieder zurückgeholt und schoss das Siegtor gegen den FC Clyde im schottischen Pokal. Es wurde aber immer offensichtlicher, dass Brady nicht auf Coyne setzte und so ging dessen Engagement bei Celtic im März 1993 zu Ende.

### FC Motherwell und Karriereausklang
Coyne schloss sich ebenfalls im März 1993 dem englischen Zweitligisten Tranmere Rovers an. Die kurze Zeit dort verlief unglücklich und dauerte nur bis November 1993 an. In dieser Zeit kam dazu seine Ehefrau tragisch ums Leben. So kehrte er zurück nach Schottland und heuerte beim FC Motherwell an. Seine knapp fünf Jahre Aufenthalt in Motherwell waren geprägt durch einige Achtungserfolge. Im Januar 1994 schoss er den Siegtreffer gegen den Ex-Klub Celtic im schottischen Pokal; dazu war der Klub lange im Rennen um die Meisterschaft und verpasste diese auf Rang 3 um nur vier Punkte. Gut vier Jahre später schoss er im März ein weiteres wichtiges Tor zum 2:1-Sieg gegen die Rangers, das hilfreich für den Titelgewinn von Celtic 1998 war, womit wiederum die zehnte Meisterschaft der Rangers in Serie verhindert wurde. Coyne wurde in Motherwell sehr geschätzt, erhielt aufgrund seiner Torgefährlichkeit den Spitznamen „Kobra“ und bildete sowohl mit Dougie Arnott als auch Owen Coyle gute Angriffsreihen.
Im Juli 1998 kehrte er zum FC Dundee zurück und hatte bis zum Ende seiner aktiven Karriere im Jahr 2001 noch weitere Stationen beim FC Falkirk (auf Leihbasis), dem FC Clydebank erneut und zu guter Letzt den Albion Rovers.

### Wechsel ins Trainerfach
Nachdem Coyne bereits erste Erfahrungen als Spielertrainer des FC Clydebank gesammelt hatte, betreute er zwischen 2003 und 2005 den Amateurklub Bellshill Athletic.

### Irische Nationalmannschaft
Coyne bestritt 22 A-Länderspiele für Irland und schoss dabei sechs Tore. Er war zuvor nie für die schottische Auswahl berücksichtigt worden, aber aufgrund seiner familiären Wurzeln spielberechtigt für Irland. So debütierte er im relativ hohen Fußballeralter von 29 Jahren am 25. März 1992 in einem Freundschaftsspiel gegen die Schweiz in Dublin. Bereits nach 27 Minuten schoss Coyne sein erstes Tor, bevor er in der 80. Minute durch John Aldridge ersetzt wurde, der einen Elfmeter zum 2:1-Sieg verwandelte. Er wurde schließlich in den irischen Kader für die WM-Endrunde 1994 in den Vereinigten Staaten nominiert und aufgrund guter Leistungen in der Turnier-Vorbereitung und der Verletzung von Niall Quinn stand er in drei von vier WM-Partien in der Startelf. Dort gelang ihm zwar kein Treffer, aber seine Leistung beim 1:0-Überraschungssieg gegen Italien wurde von Experten gewürdigt. Sein bestes Länderspiel absolvierte er mit zwei Toren in den ersten vier Minuten am 12. Oktober 1994 gegen Liechtenstein (4:0). Seine letzte Partie bestritt er am 29. Oktober 1997 per Einwechslung für David Connolly beim 1:1 gegen Belgien. Dies war das Hinrundenspiel zur Qualifikation für die WM-Endrunde 1998 in Frankreich, die Irland dann aufgrund der 1:2-Niederlage im Rückspiel verpasste.

## Titel/Auszeichnungen
- Torschützenkönig Scottish Premier Division (3): 1987/88, 1990/91, 1994/95